# Planiplax sanguiniventris
Planiplax sanguiniventris is een libellensoort uit de familie van de korenbouten (Libellulidae), onderorde echte libellen (Anisoptera).
De wetenschappelijke naam Planiplax sanguiniventris is voor het eerst geldig gepubliceerd in 1907 door Calvert.